# Slaget om Länkipohja

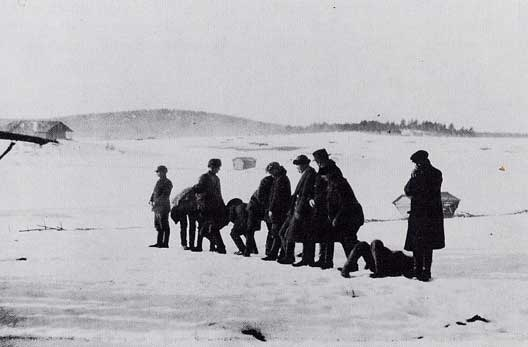
Arkebusering i Länkipohja.

Slaget om Länkipohja utkämpades under det finska inbördeskriget den 16 mars 1918 mellan de röda och de vita trupperna, de förra 1 000 man, de senare 3 000. Orten ligger 70 kilometer nordost om Tammerfors och beskrevs som "låset till Tammerfors".
Slaget var en förberedande operation i slaget om Tammerfors. Överste Karl Wilkmans uppgift var att öppna en anfallsväg till Orivesi vid Länkipohja vid Orivesi-Jämsänkoski-avsnittet i Längelmäki, 28 km nordost om Orivesi. Av hans Jämsä-grupp beordrades män från Seinäjoki, Lappo och Torneå fram för att erövra de rödas starkt befästa ställningar.
Anfallet började i öppen terräng tidigt på marsmorgonen för att utnyttja överraskningsmomentet. Istället slogs anfallarna tillbaka, varefter reserver kastades in i striden, Vasa grenadjärbataljon. De vita segrade. Arkebuseringar av de besegrade följde. I Längelmäki begravningsplats ligger de röda i en massgrav. Antalet arkbuserade ska ha varit mellan 70 och 100. De flesta offren kom från Tusby i södra Finland. De flesta stupade från den vita sidan kom från Lappo. I upprördheten över detta arkebuserades samtliga som hade tagits tillfånga.
I striden stupade bland andra "Lappo snöplog", Matti och Ilmari Laurila. Far och son Laurila ledde de vita styrkorna från Lappo och hade utmärkt sig i det inledande skedet av kriget. Till deras ära komponerade Heikki Klemetti "Vilppulan urhojen muistolle". Monument över striden restes 1938 (restaurerad 1982). I centrala Länkipohja står sedan 1923 ett monument över Laurila.